# Korpus Piechoty (Królestwo Kongresowe)
Korpus Piechoty Królestwa Polskiego  - piechotę tworzyły dwie dywizje piechoty po trzy brygady - dwie piechoty liniowej i jedna strzelców pieszych. Pułki składały się z dwóch batalionów, a te posiadały w swoim składzie cztery kompanie (na czas wojny pułki rozwijały się do czterech batalionów po osiem kompanii)
Dowódcą całej piechoty był od 1817 roku generał piechoty Izydor Krasiński.
Stanowisko dowódcy korpusu utworzono dopiero w 1826 roku. Dowódcą został generał piechoty (broni) Izydor Krasiński. W 1828 obowiązki objął je generał piechoty Stanisław Potocki. Korpus Piechoty Królestwa Polskiego liczył według etatu z końca 1830 w 24 batalionach (96 kompaniach) około 24 600 żołnierzy i oficerów.

## Struktura organizacyjna oddziałów
1 Dywizja Piechoty
2 Dywizja Piechoty
- 1 Brygada Piechoty Liniowej
- 2 Brygada Piechoty Liniowej
  - pułk piechoty liniowej
  - pułk piechoty liniowej
    - batalion piechoty liniowej
    - batalion piechoty liniowej
      - kompania wyborcza (grenadierska lub woltyżerska)[a]
      - kompania fizylierska
      - kompania fizylierska
      - kompania fizylierska
        - pluton fizylierski
        - pluton fizylierski
- Brygada Strzelców Pieszych
  - pułk strzelców pieszych
  - pułk strzelców pieszych
    - batalion strzelców pieszych
    - batalion strzelców pieszych
      - kompania karabinierów (kompania wyborcza)[a]
      - kompania
      - kompania
      - kompania 
        - pluton
        - pluton
        - półpluton
        - półpluton
          - sekcja
          - sekcja

W czasie wojny przewidywano rozwinięcie pułku do czterech batalionów po 8 kompanii każdy. W każdym batalionie etatu wojennego tworzono na bazie jednej z nowo powstałych kompanii kompanię woltyżerską jako dodatkową kompanię wyborcza.